# 골수성 조직

조혈 줄기 세포(hematopoietic stem cell)에서 성숙한 세포로의 다양한 혈액 세포의 발달을 보여주는 그림

골수성 계통(myeloid lineage) 및 림프성 계통(lymphoid lineage) 모두에서 조혈 줄기 세포(hematopoietic stem cell)에서 성숙한 세포까지 다양한 혈액 세포의 발달을 보여주는 종합 그림이다.

골수(bone marrow)에서, 골수성(myeloid = myelo- + -oid)이라는 단어의 관점에서, 골수성 조직(myeloid tissue, 골수모양 조직, 골수조직)은 골수 세포 계통(cell lineage)의, 골수의 조직, 또는 골수와 유사한 조직이고, 골수기원 조직(myelogenous tissue = myelo- + -genous. 골수형성 조직, 골수조직.)은 골수의, 또는 골수로부터 발생한 모든 조직이다. 이러한 의미에서 이 용어는 일반적으로 만성 골수성 백혈병(chronic myeloid/myelogenous leukemia)의 예와 같이 동의어로 사용된다.

## 같이 보기
- 살균제
- 단핵성 식세포계
- CFU-GEMM
- 골수세포